# Championnats du monde de cross-country 1988
Navigation
Édition précédente Édition suivante
Les 16e Championnats du monde de cross-country IAAF  se sont déroulés le 26 mars 1988 à Auckland en Nouvelle-Zélande.

## Résultats

### Cross long hommes

#### Individuel
| Médaille | Athlète               | Temps       |
| Or       | John Ngugi (KEN)      | 34 min 32 s |
| Argent   | Paul Kipkoech (KEN)   | 34 min 54 s |
| Bronze   | Kipsubai Koskei (KEN) | 35 min 07 s |

#### Équipes
| Médaille | Athlètes | Points  |
| Or       | Kenya John Ngugi (1e) Paul Kipkoech (2e) Kipsubai Koskei (3e) Boniface Merande (4e) Moses Tanui (6e) Joseph Kiptum (7e)           | 23 pts  |
| Argent   | Éthiopie Abebe Mekonnen (5e) Haji Bulbula (10e) Habte Negash (12e) Debebe Demisse (20e) Melese Feissa (23e) Chala Kelele (33e)    | 103 pts |
| Bronze   | France Paul Arpin (11e) Steve Tunstall (14e) Jean-Louis Prianon (17e) Joël Lucas (25e) Cyrille Laventure (30e) Bruno Levant (37e) | 134 pts |

### Course juniors hommes

#### Individuel
| Médaille | Athlète               | Temps       |
| Or       | Wilfred Kirochi (KEN) | 23 min 25 s |
| Argent   | Alfonce Muindi (KEN)  | 23 min 39 s |
| Bronze   | Bedile Kibret (ETH)   | 23 min 41 s |

#### Équipes
| Médaille | Athlètes | Points |
| Or       | Kenya    | 12 pts |
| Argent   | Éthiopie | 33 pts |
| Bronze   | Espagne  | 61 pts |

### Cross long femmes

#### Individuel
| Médaille | Athlète                  | Temps       |
| Or       | Ingrid Kristiansen (NOR) | 19 min 04 s |
| Argent   | Angela Tooby (GBR)       | 19 min 23 s |
| Bronze   | Annette Sergent (FRA)    | 19 min 29 s |

#### Équipes
| Médaille | Athlètes                                                                                         | Points |
| Or       | URSS Yelena Romanova (6e) Regina Chistyakova (6e) Marina Rodchenkova (18e) Olga Bondarenko (20e) | 51 pts |
| Argent   | Grande-Bretagne Angela Tooby (2e) Jill Hunter (9e) Susan Tooby (16e) Fiona Truman (34e)          | 61 pts |
| Bronze   | France Annette Sergent (3e) Marie-Pierre Duros (11e) Patricia Demilly (28e) Rosario Murcia (30e) | 72 pts |